# Fort Frederick (Sri Lanka)
Fort Frederick is gebouwd door de Verenigde Oost-Indische Compagnie in Ceylon, dat nu Sri Lanka heet. Het staat op een rotsachtig schiereilandje, dat richting zee steeds hoger oploopt naar een uitkijkpunt, dat de Nederlanders Pagoodsberg noemden en dat nu Swami Rock heet. De Hindoe tempel die hier stond is rond 1622 door de Portugezen afgebroken, waarna de stenen werden gebruikt om een driehoekig fort te bouwen ter verdediging van de kust tegen de VOC. Deze veroverde het echter in 1639, waarna ook het fort werd afgebroken. De resten van het fort werden rond 1660 weer gebruikt om op dezelfde plek, daar waar het schiereiland aan de kust vast zit, een nieuw fort te bouwen.
In de VOC tijd werd het fort afwisselend Fort Trinkonomale en Fort Tricoenmale genoemd. Sinds de Britse tijd wordt dat gespeld als Trincomalee. De naam is afgeleid van de naam van de rots waar de tempel, de Thirukonesvaram tempel, stond: Thirukonamale in het Tamil. Fort Frederick is de naam die de Britten er aan gaven na de overname van Ceylon. Francois Valentijn, die rond 1700 schreef, noemde het een mooi fort, goed bevoorraad en met vier goede bolwerken, dat echter af en toe verlaten wordt omdat het voornamelijk diende om 'anderen' daar weg te houden.
De baai van Trincomalee is een ideale diepwater haven, bijna als een meer, met een smalle uitgang naar zee. Veruit superieur aan die van Colombo en Galle. Hij is bovendien zeer strategisch gelegen op de route naar India en Oost-Azië. Deze belofte is echter nooit waar gemaakt. Trincomalee is altijd een buitenpost gebleven.
Het fort heeft een vierkante vorm, waarbij de oplopende rots aan de noordoostelijke kant een natuurlijke vierde zijde vormt. Het grootste bastion is Zeeburg, dat op de plek staat van het Portugese St. Jago bastion, en zowel het land als de zee van wat destijds de Noorder Baai was en nu Back Bay heet bestrijkt. Een muur loopt dwars over het schiereiland naar bastion Amsterdam, aan de kust van wat toen de Zuider Baai was en nu Dutch Bay heet. Langs Back Bay loopt van Zeeburg een muur naar een kleiner bastion met een opstelplaats voor geschut, genaamd de Cavalier of ook wel de Kat. In de muur is een kleine waterpoort. In het verlengde van de Cavalier is nog een vierkant redoute. Aan de andere kant loopt de muur van Amsterdam naar bastion Enkhuizen, met er tussen de landpoort, waarop het jaartal 1675 staat. De muur loopt vervolgens door naar waar de rots hoger wordt. Hier bevindt zich een klein, vierde bastion: Het Portugese Punt genaamd, en later bastion Holland. Binnen het fort zijn diverse gebouwen, in goede staat verkerend, deels uit de Nederlandse en deels uit de Britse tijd, een exercitieterrein, veel bomen en hier en daar grafstenen van VOC medewerkers en hun familie.
Het fort is toegankelijk voor bezoekers, en ook de begin 60'er jaren herbouwde Hindoe tempel op Swami Rock is te bezichtigen.

## Geschiedenis

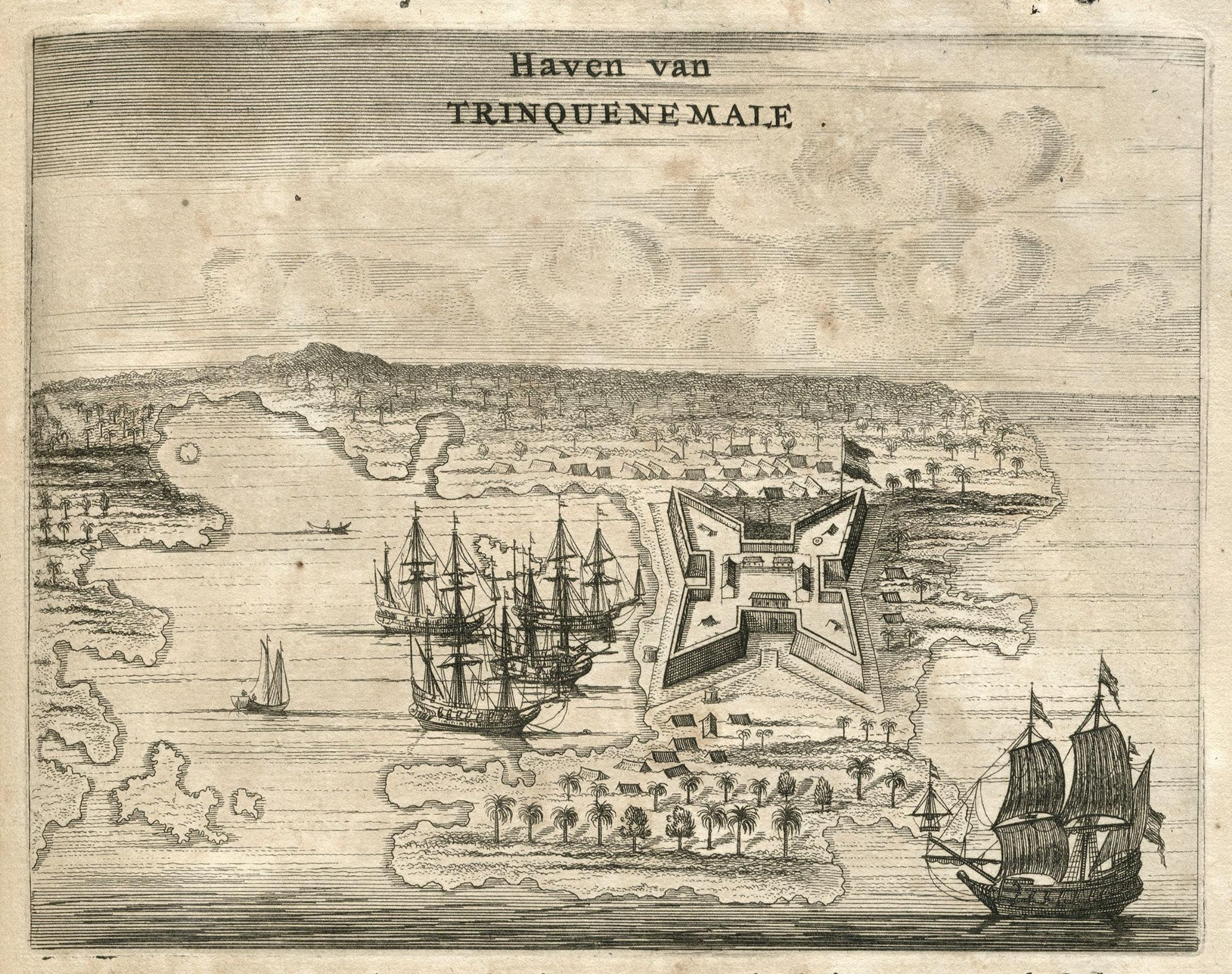
Schepen bij het fort. Prent van ca. 1672.

Raja Singha II, koning van het rijk van Kandy in het binnenland van Ceylon, vroeg in 1636 per brief de Nederlandse gouverneur van Coromandel om de Portugezen te verjagen van het eiland. In 1602 had zijn voorganger, Vimala Dharma Suriya I, al eens contact gehad met de VOC in de vorm van de expeditie naar Kandy van Joris van Spilbergen, maar na de rampzalige tweede expeditie onder Sebald de Weert, die met zijn manschappen aan het hof vermoord werd, waren de contacten verbroken. Deze keer verliep het anders. Na goedkeuring vanuit Batavia voer een Nederlandse vloot onder Adam Westerwoldt, na voor Goa een Portugese vloot verslagen te hebben, naar Ceylon. In 1638 veroverde Westerwoldt het fort van Batticaloa aan de oostkust in ruil voor twee scheepsladingen kaneel, waarna een vriendschapsverdrag werd gesloten waarbij de VOC handelsrechten kreeg en beloofde verder te vechten tegen de Portugezen.
In 1639 arriveerde een nieuwe vloot onder Antonie Caen. Samen met het garnizoen van fort Batticaloa onder Willem Coster, werd het ten noorden daarvan gelegen fort Trincomalee aangevallen. Nadat troepen en kanonnen aan land waren gezet in wat nu Dutch Bay heet, kostte het ongeveer een week voordat het sterkste bastion aan de landzijde, St. Jago, dermate beschadigd was dat het fort onverdedigbaar was geworden en de Portugezen zich overgaven. Beide forten werden overhandigd aan Raja Singha en afgebroken. Coster leidde een jaar later de verovering van Galle, maar ook hij werd na een bezoek aan het hof van Kandy vermoord.

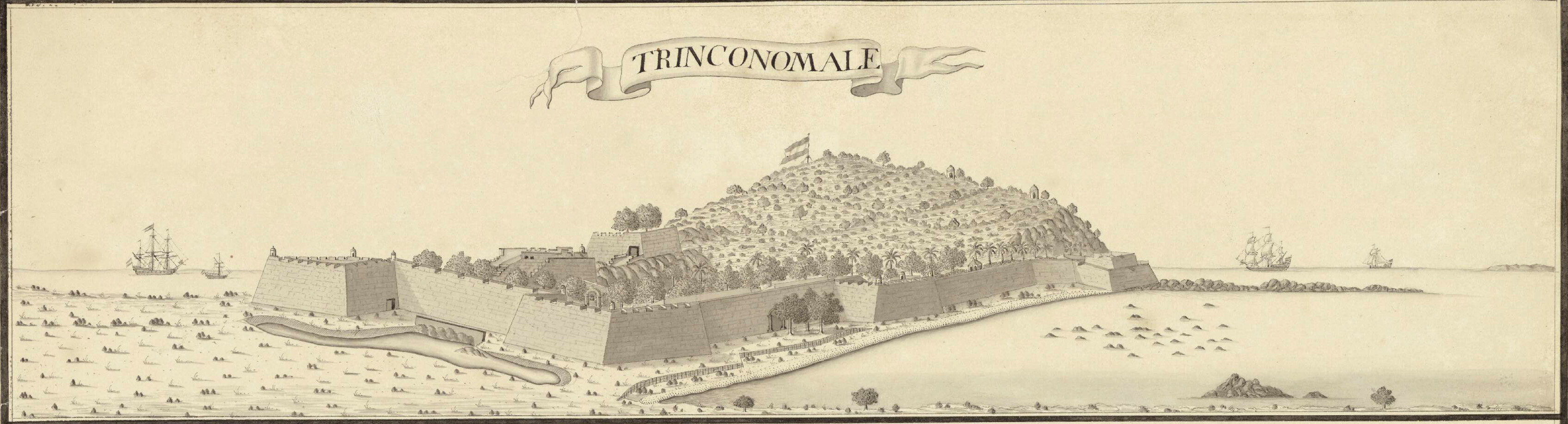
Fort Trincomalee in 1755.

Rond 1660 besloot de VOC op dezelfde plekken nieuwe forten te bouwen, voornamelijk ter bewaking van Ceylon tegen een inval door Britse en Franse concurrenten 'via de achterdeur'. De baai bij Trincomalee is weliswaar een strategisch gelegen natuurlijke haven, waar vele schepen het hele jaar konden liggen, maar de winstgevende specerij kaneel groeide voornamelijk op het tropische, zuidwestelijke deel van het eiland. Het oosten had een droog klimaat, was dun bevolkt en leverde te weinig handelsproducten die voor de VOC interessant waren. De verbinding over land met het westen was erg slecht. Afhankelijk van het ingeschatte risico op invallen werd het fort daarom wisselend bemand en onderhouden.
In 1672, het rampjaar, probeerde de nieuw opgerichte Franse Oost-Indische Compagnie (met als hoofd de ex-VOC directeur François Caron, die bekend was met Ceylon en in 1644 nog Negombo had veroverd) in Trincomalee zijn 'Batavia' te vestigen. Een vloot met 3000 à 4000 soldaten, het 'Escadre de Perse', landde op Kottiyar, aan de overkant van de baai, en een ambassadeur werd met gevolg naar het hof van Kandy gestuurd. Onderhandelingen met Raja Singha verliepen echter niet voorspoedig. Zijn hele gezelschap kreeg zweepslagen en de ambassadeur werd opgesloten (zijn nageslacht leeft nu nog in Sri Lanka). Vier maanden later werd de Franse legermacht verjaagd door honger, ziekte en een vloot van gouverneur Van Goens uit Colombo.

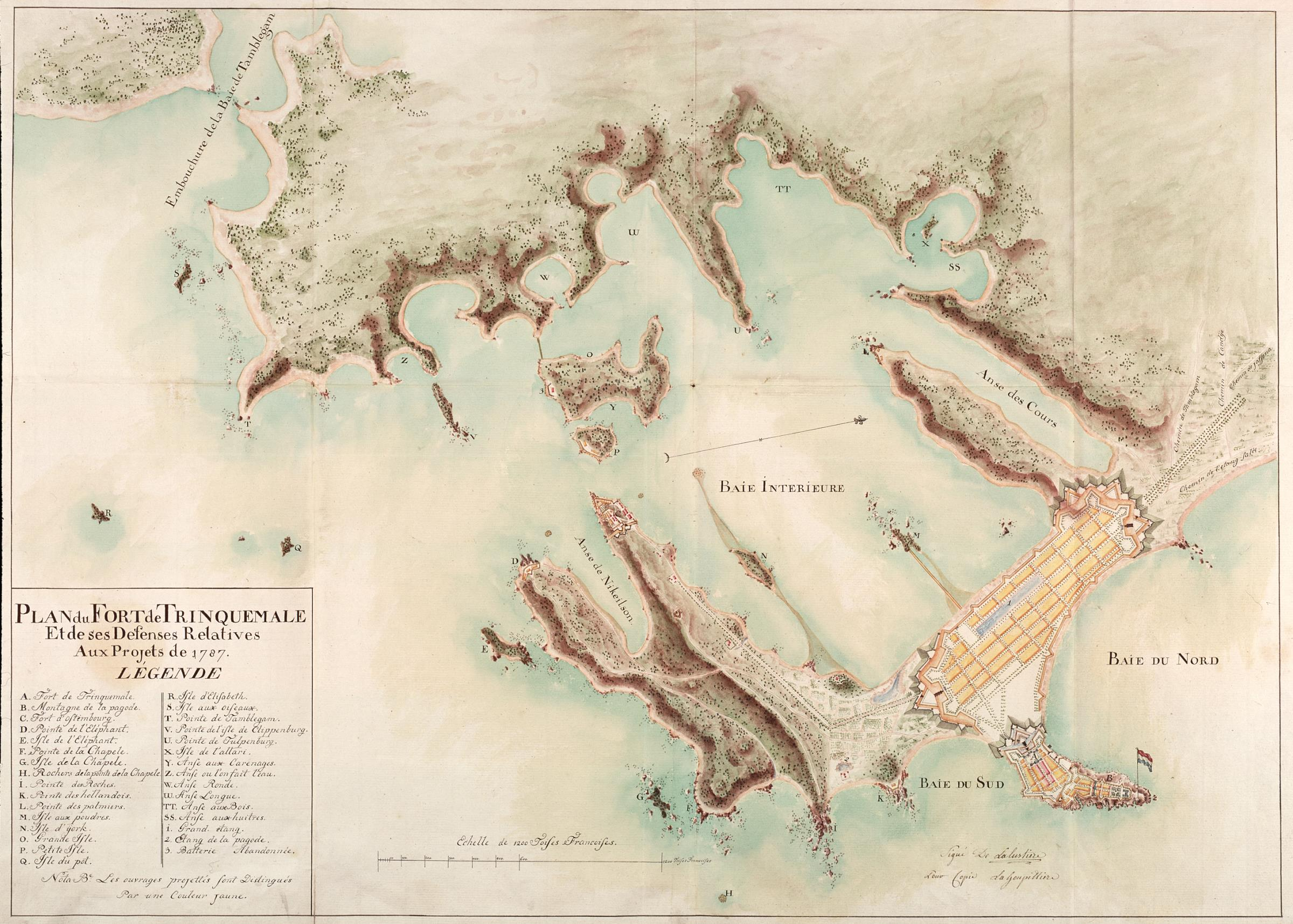
Het fort, het stadje en de Inner Harbour

Begin 18de eeuw werd onder gouverneur Hendrik Becker als extra versterking een klein maar zwaar bewapend fort met de naam Oostenburg gebouwd op een hoogte bij de ingang van de grote baai (nu Inner Harbour genoemd) iets verderop. Deze plek heet nu Ostenburg Point, maar het fort is er niet meer.
In de 18de eeuw bleef het economisch belang van Trincomalee gering. Niettemin had het wel zijn eigen Raad van Justitie, naast die van Jaffna en Galle.
In januari 1782, tijdens de Vierde Engelse Oorlog, grepen de Britten hun kans om de strategische plek te veroveren. Een vloot onder admiraal Edward Hughes nam na eerst fort Vijf Sinnen aan de Coromandelkust te hebben veroverd zowel fort Trincomalee als fort Oostenburg in, waarbij de in de baai liggende rijkbeladen retourschepen Groenendaal en Kanaän in Britse handen vielen. Er werd bovendien een missie naar Kandy gestuurd om de koning er toe te bewegen zich tegen de Nederlanders te keren, maar die weigerde dat.

Eind augustus veroverde een Franse vloot onder Pierre André de Suffren het fort weer op de Britten. Zowel Frankrijk als de Republiek hadden in de Amerikaanse onafhankelijkheidsoorlog de kant van de Amerikanen gekozen, en waren in oorlog met de Britten. Het fort werd bij deze overnames slechts licht beschadigd. Bij het verdrag van Parijs in 1783/84 kwam het weer terug in Nederlandse handen, hoewel de VOC een hoge vergoeding aan de Fransen moest betalen voor de gemaakte oorlogskosten.

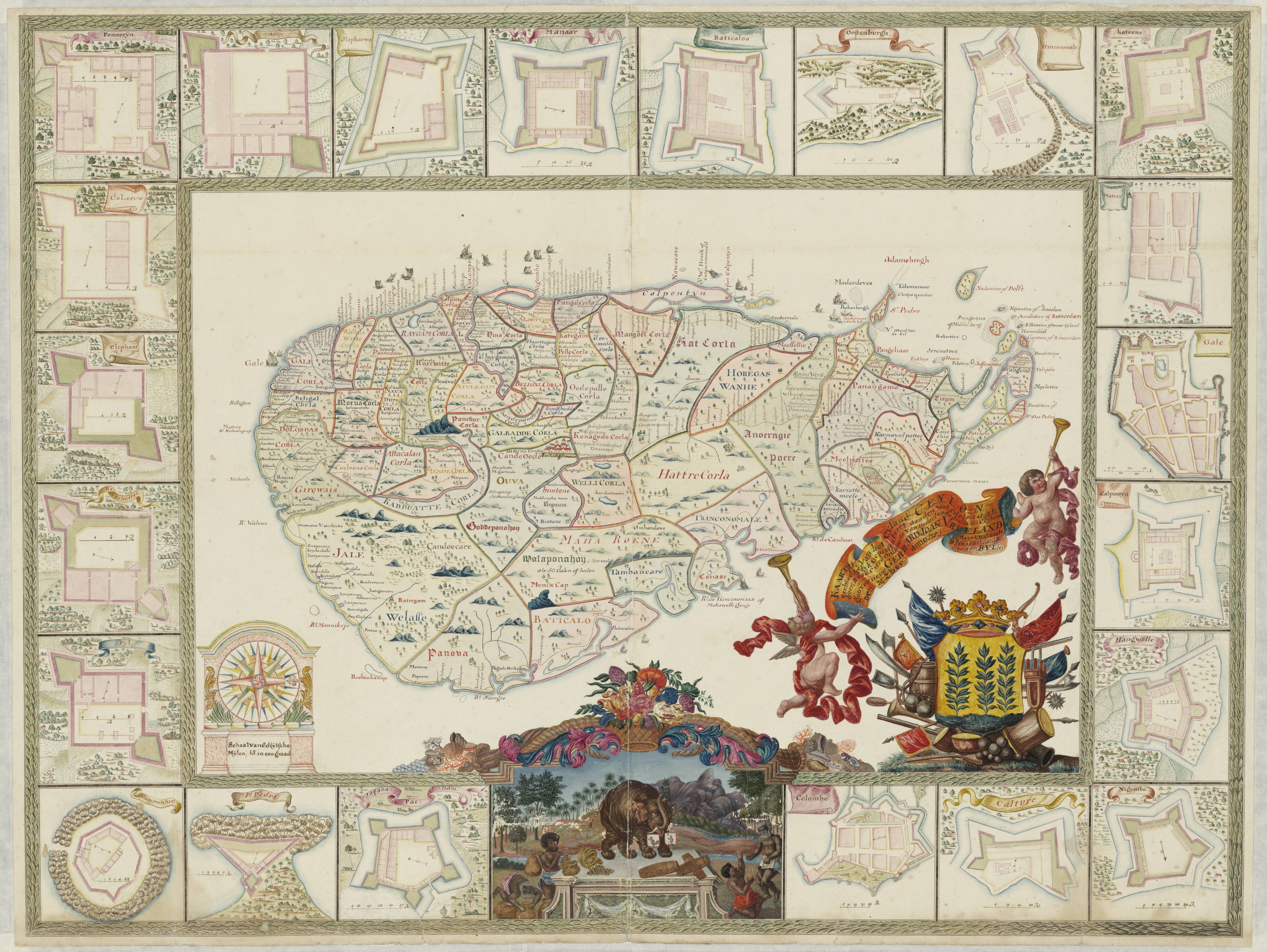
Kaart van Ceylon, in 1753 gemaakt in opdracht van gouverneur Gerard Johan Vreelandt, met plattegronden van forten langs de rand.

In 1795, toen de Republiek bezet was door de Fransen in de Eerste Coalitieoorlog, namen de Britten het fort weer in, en deze keer permanent. Van strijd was geen sprake. Er was in Ceylon grote verwarring over de situatie in het thuisland, en of men de Britten nu als bondgenoten of als vijanden moest zien. Die verwarring werd nog groter nadat in Nederland de Bataafse Republiek was uitgeroepen.
Bij de vrede van Amiens in 1802 werd heel Ceylon definitief aan Groot-Brittannië afgestaan. De Britten hernoemden het fort toen naar Fort Frederick. Ze bouwden in 1806 een scheepswerf en andere havenfaciliteiten, maar ondanks grootse plannen om van Trincomalee naast Bombay een rendez-vous voor de Aziatische handel te maken, en zelfs om het bestuur van Ceylon er naar toe te verplaatsen vanuit Colombo, kwam daar niets van terecht.
Van 1886 tot 1904 was de jonge Percy Fawcett er gelegerd, als luitenant en later als kapitein van de artillerie. In zijn vrije tijd maakte hij tochten naar de overwoekerde ruïnes van Anuradhapura en Badulla. Een interesse die later leidde tot zijn vergeefse zoektochten naar 'Z', een stad behorend tot een verdwenen beschaving in het Amazone oerwoud.
In januari 1905 werden het fort en de haven door het Britse leger verlaten in het kader van een reorganisatie. Nadien nam het belang van de haven voor moderne schepen steeds verder af. In de tweede helft van de 20ste eeuw was het gebied regelmatig het toneel van gevechten tussen het Sri Lankaanse leger en de Tamiltijgers, zodat er weinig ontwikkeling heeft plaatsgevonden. Terwijl het stadje buiten het fort in die tijd zwaar beschadigd is, is het fort zelf buiten schot gebleven.

## Galerij

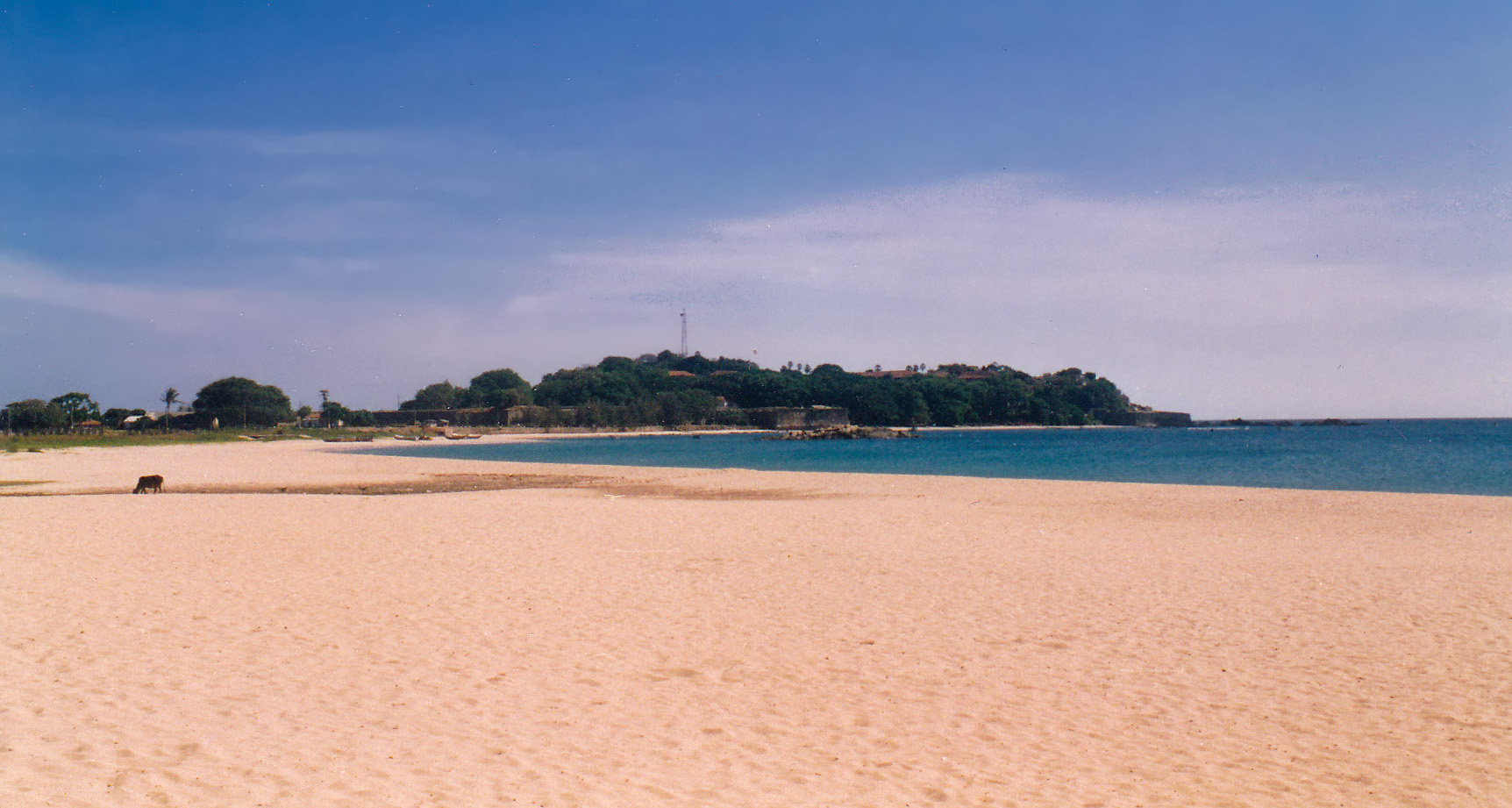
Het fort gezien vanaf het strand van Dutch Bay. In het midden bastion Enkhuizen. Links daarvan Amsterdam. Rechts is de muur niet zichtbaar door de bomen. Helemaal rechts bastion Holland.
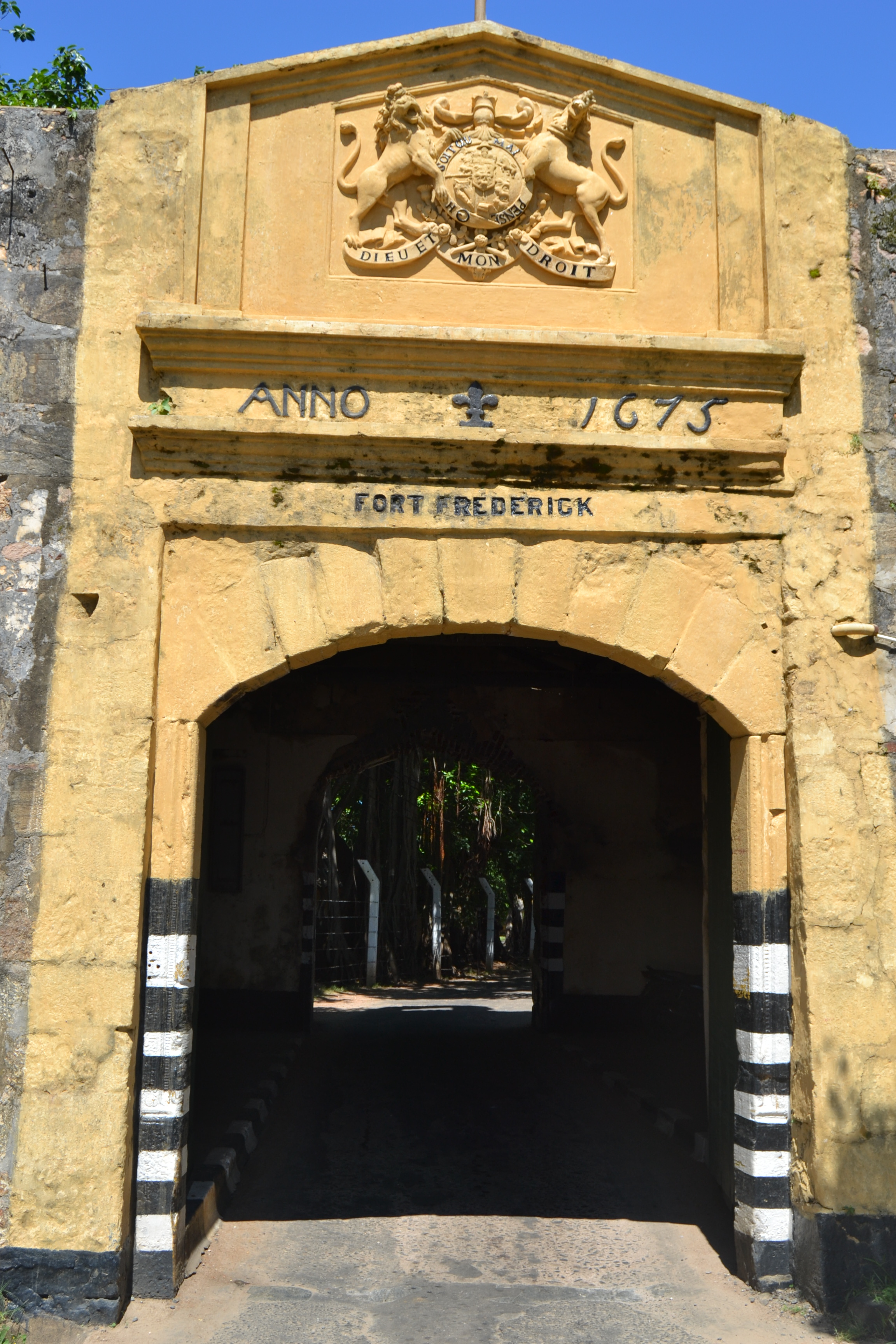
De hoofdpoort, met het jaartal 1675, de tekst Fort Frederick en het Britse wapen
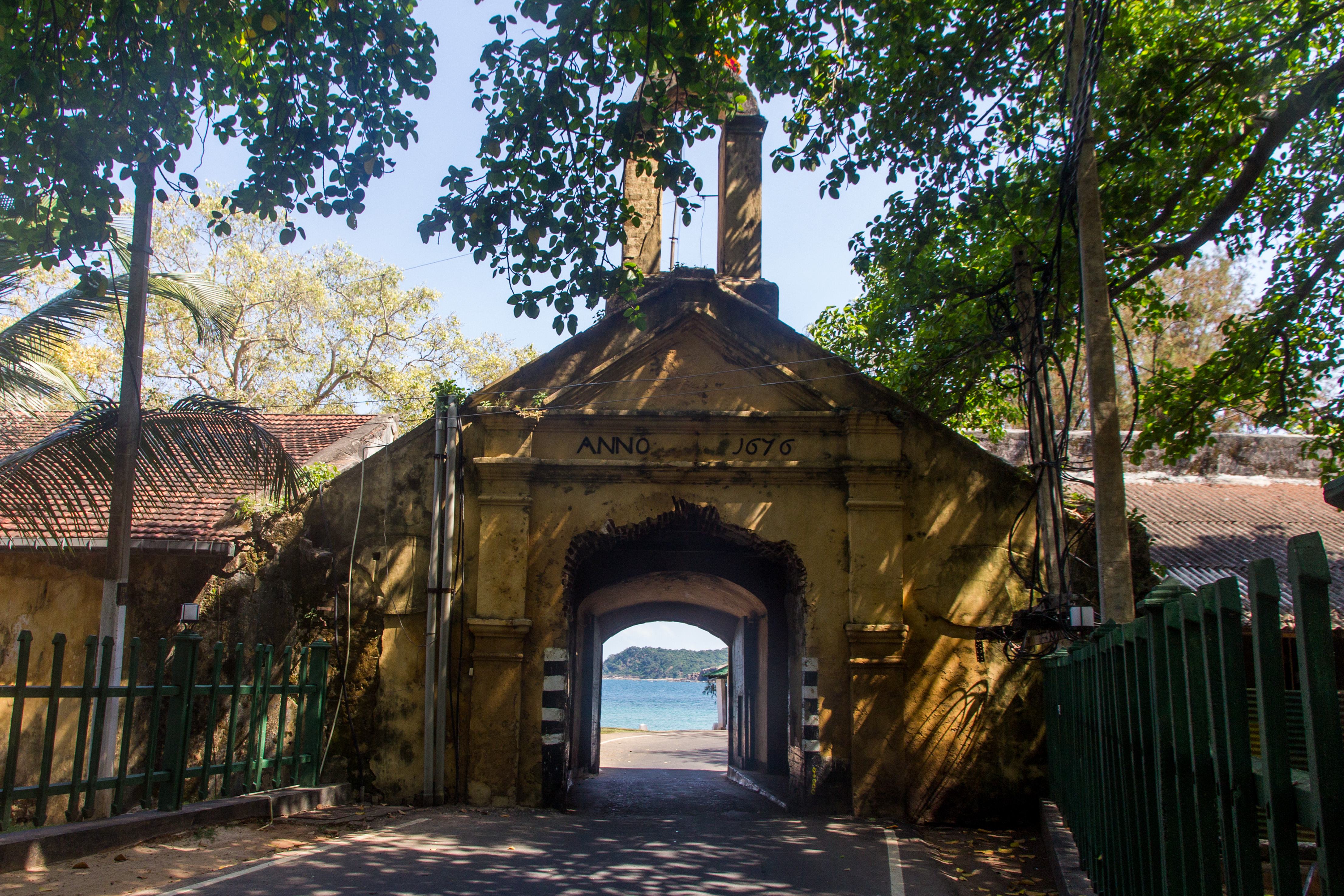
De poort van het fort aan de binnenkant
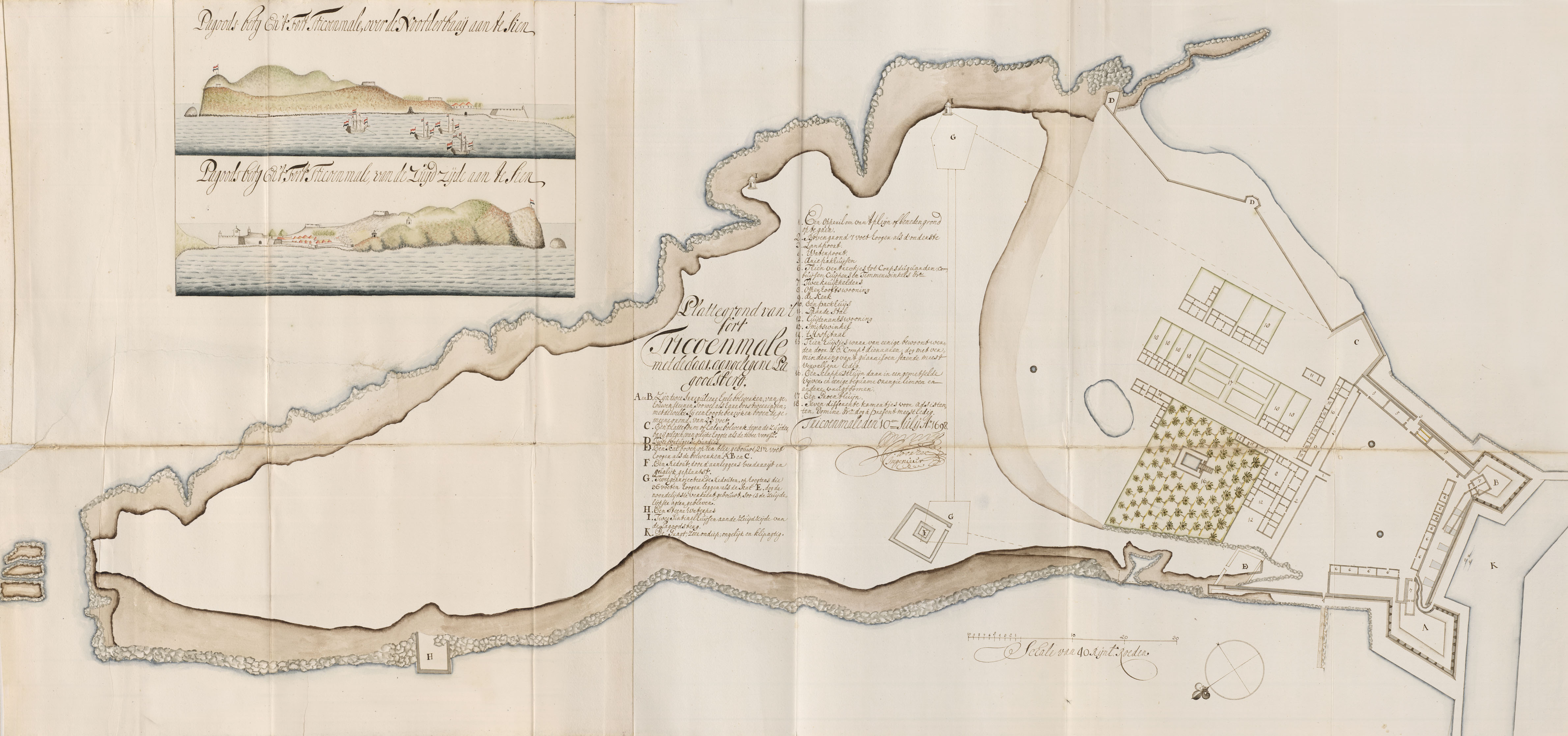
Kaar van Fort Trincomalee en Pagoodsberg in 1698.
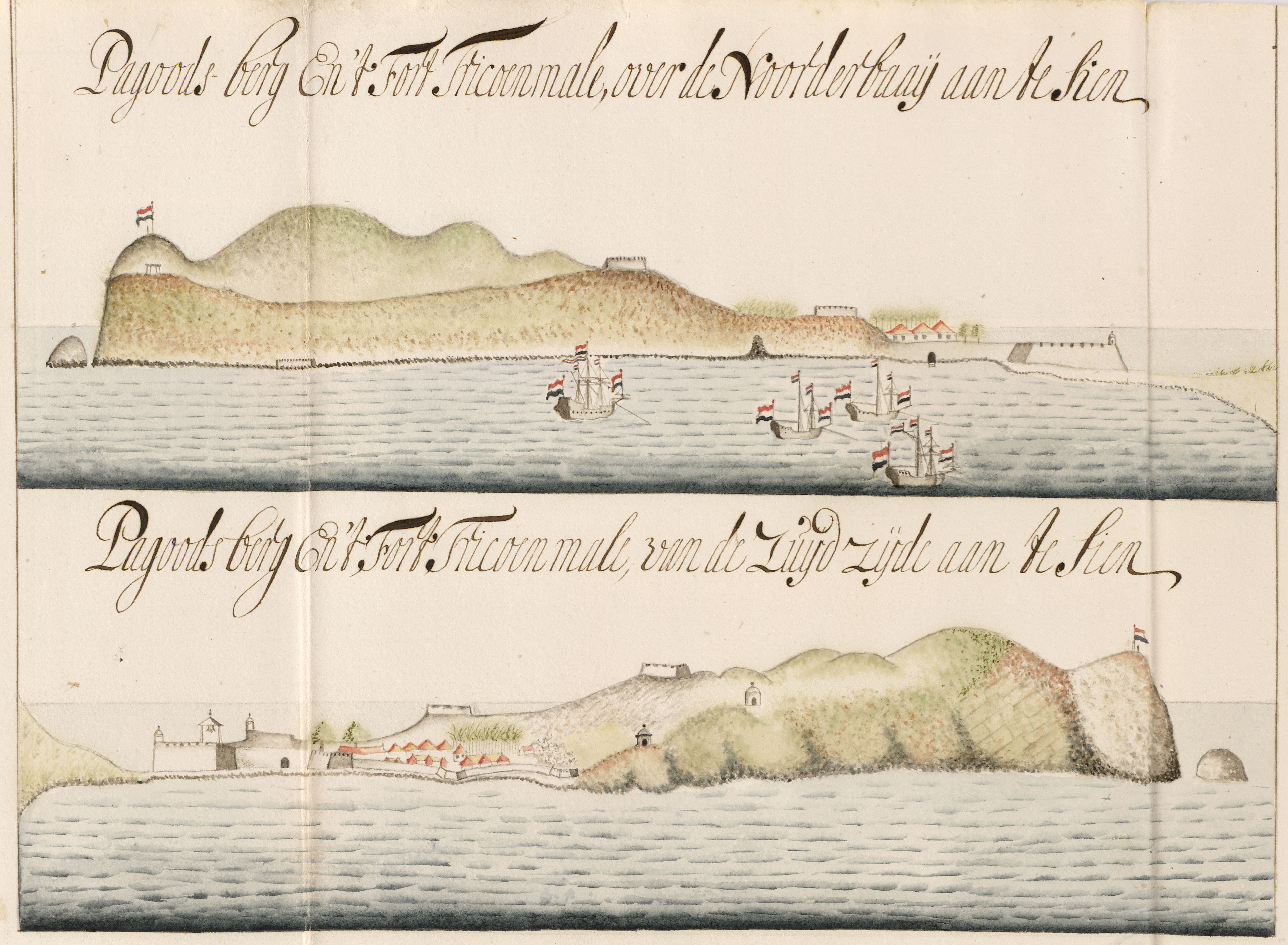
Profielen van Fort Trincomalee in 1698 vanuit het noorden en het zuiden.
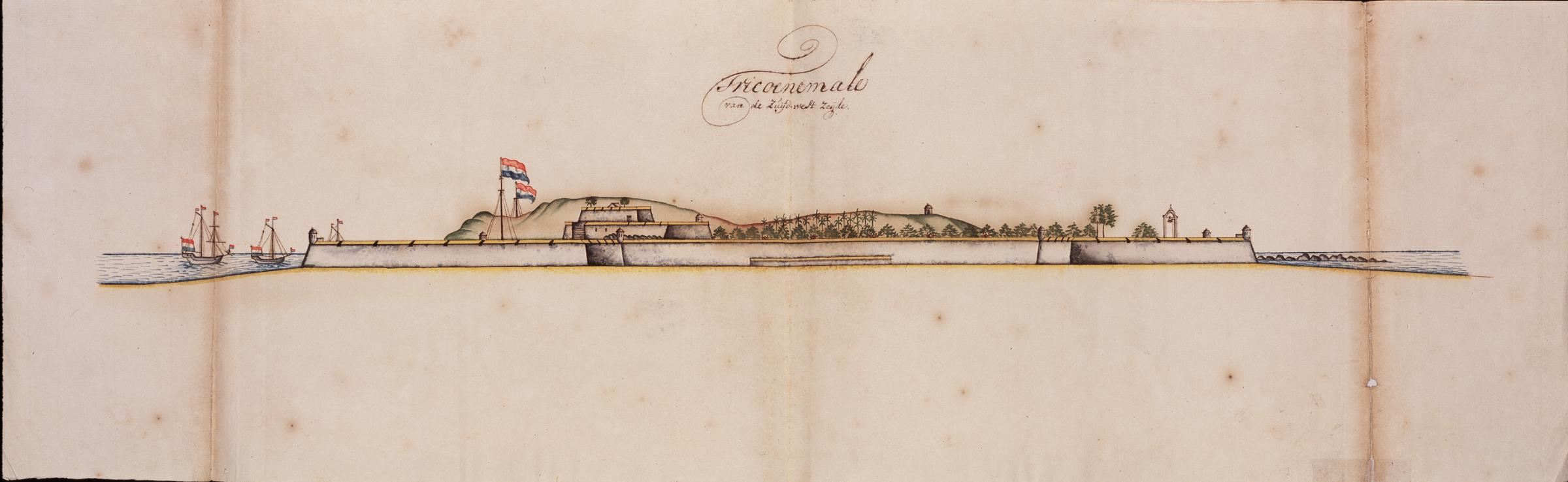
Het fort gezien van de landzijde in 1721. Een vlag staat op bastion Zeeburg. De vlag erachter op Pagoodsberg. Rechts bastion Amsterdam. In het midden is, over de muur, de Kat zichtbaar.
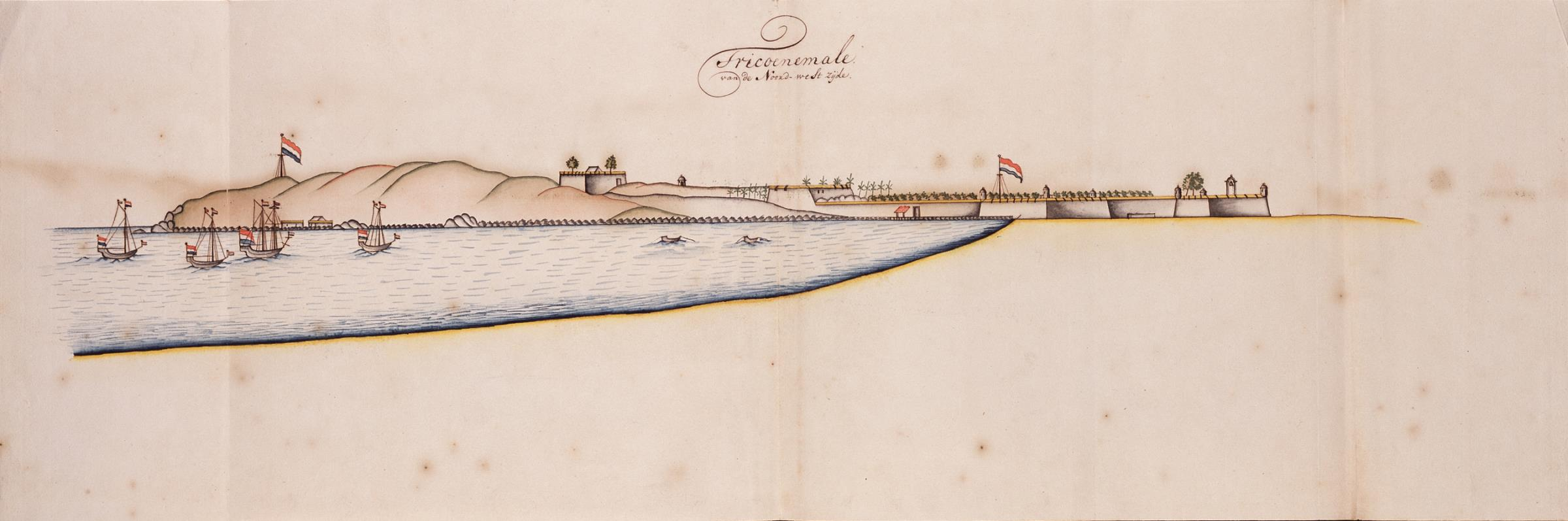
Het fort gezien vanaf het strand van de Noorder Baai (Back Bay) in 1721. Geheel links staat een vlag op Pagoodsberg (Swami Rock). De andere vlag staat op bastion Zeeburg. Er tussenin is de redoute, de Kat en de waterpoort. Helemaal rechts is Amsterdam.
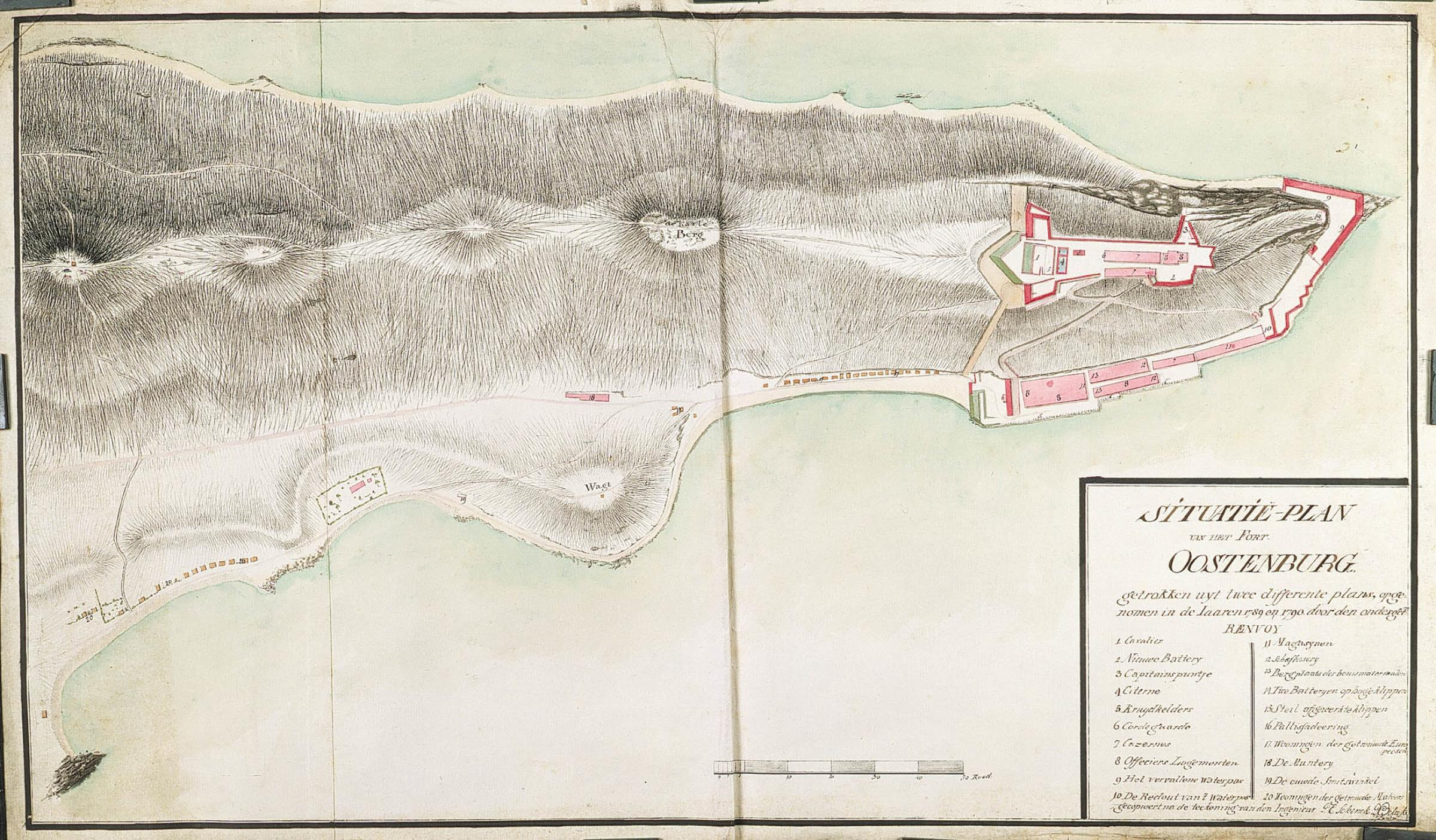
Kaart van Fort Oostenburg uit 1789
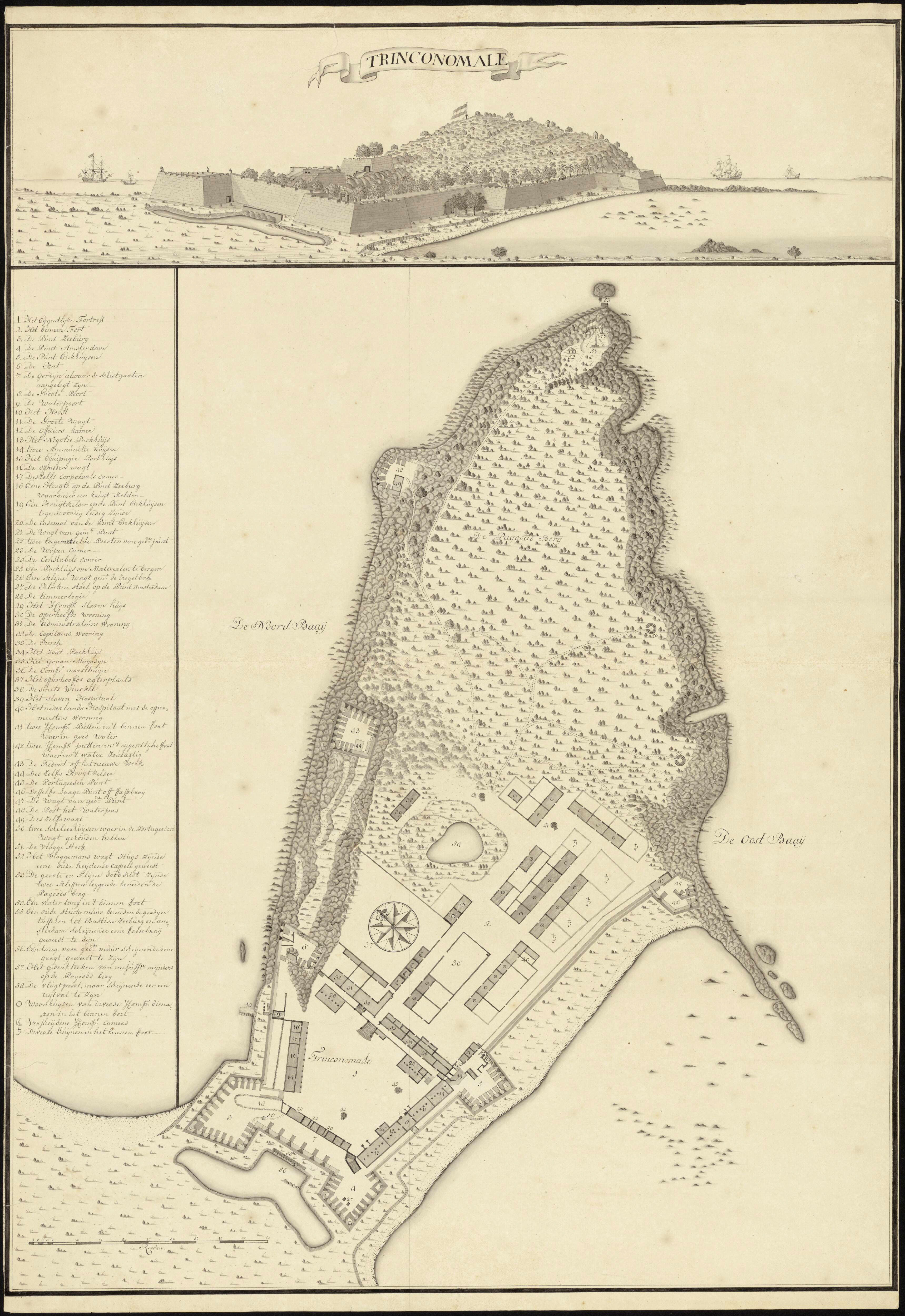
Plattegrond en afbeelding van het fort Trinconomale in 1755.
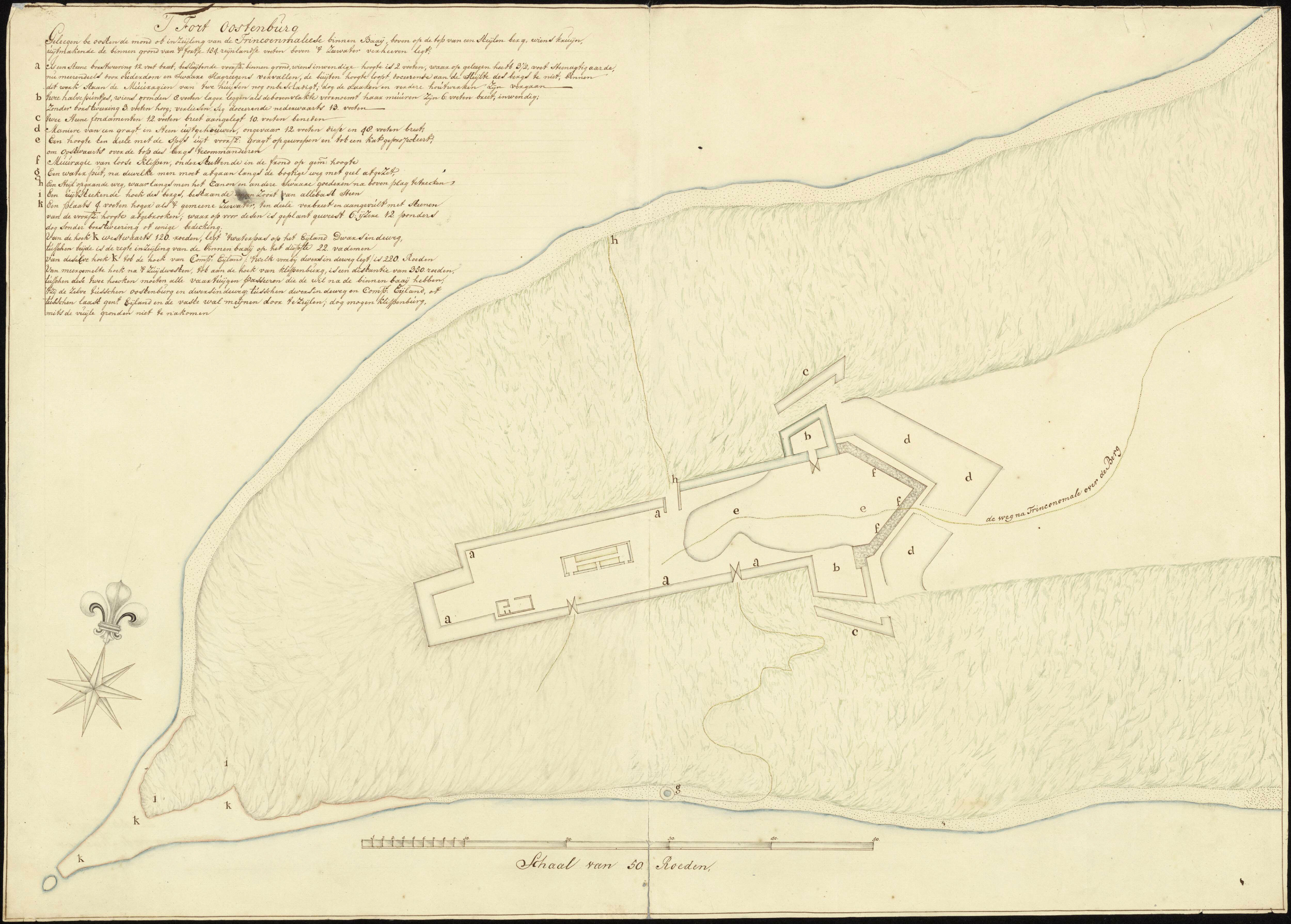
Fort Oostenburg in 1755.
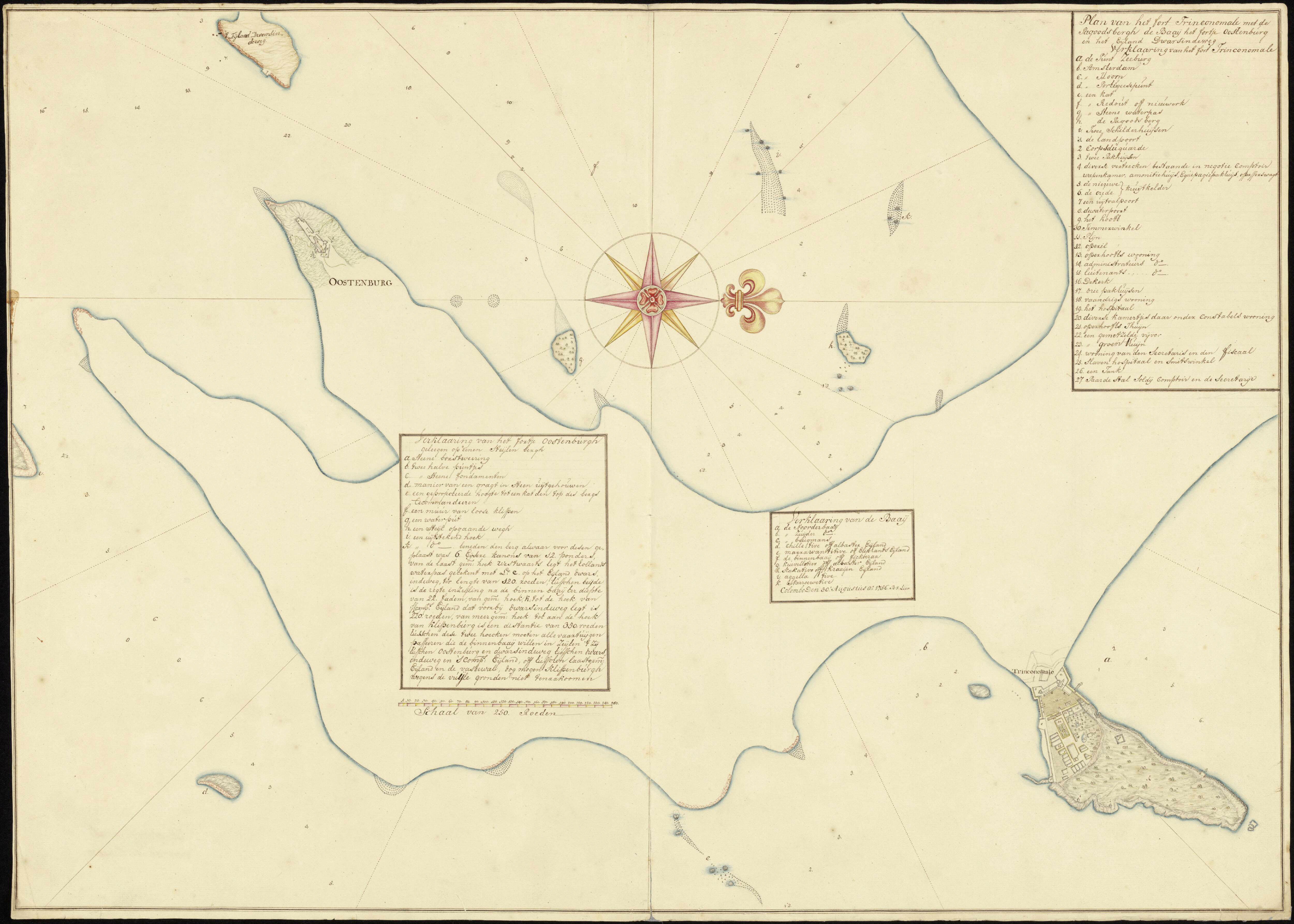
Plan van het fort Trinconomale met de Pagoodsbergh, de Baaij, het fortje Oostenburg en het eijland Dwarsindeweg in 1755.
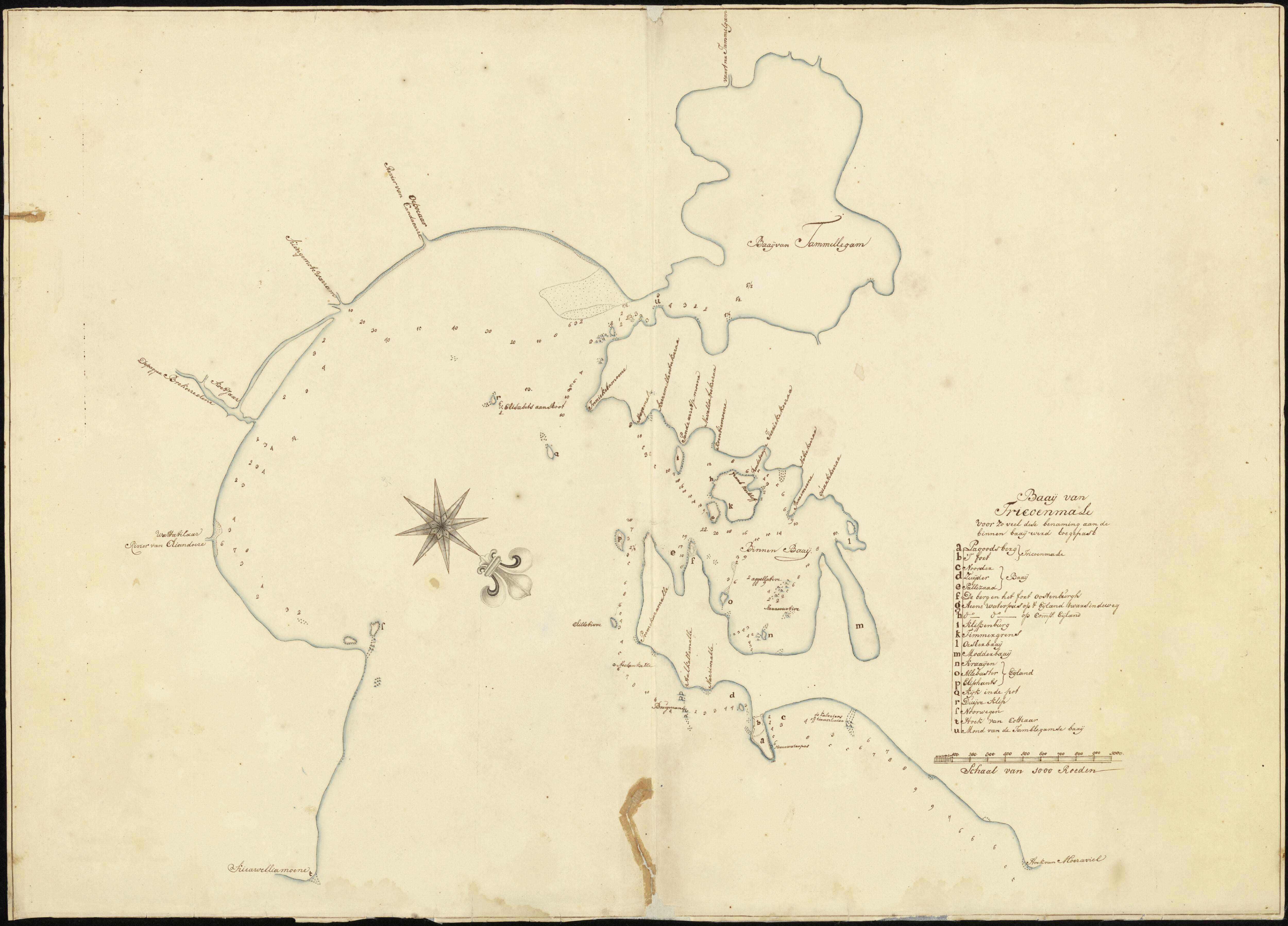
De baai van Tricoenmale in 1755.